# Township de Hlaignbwe
Le township de Hlaignbwe est un township du district de Pa-An, dans l’État Karen ou État de Kayin, en Birmanie. Sa ville principale est Hlaignbwe.